# Rijksstad Metz
Metz was een tot de Boven-Rijnse Kreits behorende rijksstad binnen het Heilige Roomse Rijk.
De Romeinen bouwden het castellum Mediomatriker, later Mettis, en vervolgens Metz. Vermoedelijk in de vierde eeuw werd het de zetel van een bisdom. Onder de Karolingen werd het de begraafplaats van de dynastie. Karel de Grote heeft overwogen Metz tot zijn hoofdstad te maken, maar dat werd uiteindelijk Aken. In 869 werd Karel de Kale in Metz tot koning van Lotharingen gekroond. 
In de volgende jaren werd de stad deel van het prinsbisdom Metz, maar vanaf de twaalfde eeuw probeerde de stad zich los te maken van het prinsbisdom. Bisschop Bertram (1180-1212) herstelde het bisschoppelijke gezag over de stad. In 1215 greep keizer Frederik II in ten gunste van de bisschop, maar de stad werd toch steeds machtiger. De macht lag bij de 6 paraiges van de stad.
In 1224 vond de "guerre des amis" plaats, waardoor de invloed van de bisschop verdween en er een bewind van patriciërs ontstond. Het gebied van de rijksstad was zeer omvangrijk en bevatte 130 dorpen. De naburige vorstendommen probeerden regelmatig de stad binnen hun invloedssfeer te krijgen. Zo was er van 1324 tot 1326 een coalitie actief van het keurvorstendom Trier, het hertogdom Lotharingen, het graafschap Bar en het graafschap Luxemburg.
In 1552 droegen de protestantse rijksvorsten onder leiding van Maurits van Saksen in het verdrag van Chambord het rijksvicariaat voor de rijkssteden Metz, Toul en Verdun wederrechtelijk aan de Franse koning Hendrik II van Frankrijk over. De drie graaf-bisdommen Metz, Toul en Verdun zijn bekend als de Trois-Evêchés. De drie steden werden daarop door Frankrijk bezet. In 1559 werd de Vrede van Cateau-Cambrésis getekend tussen Filips II van Spanje en Hendrik II van Frankrijk. Dit veranderde niets aan de bezetting van de Trois-Évêchés omdat deze gebieden vielen onder het Duitse rijk toen onder leiding van Keizer Ferdinand I van Oostenrijk.
Pas in 1648 in paragraaf 70 van het Verdrag van Münster stond de keizer de drie bisdommen en de drie rijkssteden definitief aan de koning van Frankrijk af.